# Microgale gymnorhyncha
Espèce
Répartition géographique
Statut de conservation UICN

 LC  : Préoccupation mineure
Microgale gymnorhyncha est une espèce de petit mammifère insectivore de la famille des Tenrecidae. Cette musaraigne est endémique de Madagascar.